# Estádio de Umm Salal
O Estádio de Umm Salal é um dos estádios no Catar para a Copa do Mundo de 2022, rojetado pela Albert Speer & Partner GmbH.

## Planejamento
O estádio tem uma capacidade superior a 45 mil lugares. O projeto conceitual é baseado em tradicionais fortalezas árabes. Após a Copa do Mundo o estádio será utilizado pelo Umm-Salal Sports Club, uma das equipes de futebol mais tradicionais do país.